# Talpa praeglacialis
{{#ifeq:0|0|{{#if:Talpa praeglacialis|{{#if:|[[]}}|[[]]}}}}
Talpa praeglacialis — вид комахоїдних ссавців кротових (Talpidae). Скам'янілі рештки представляють плейстоценовий печерний горизонт в Румунії Betfia 2.